# 2002–2003-as osztrák labdarúgó-bajnokság (első osztály)
A 2002–2003-as osztrák labdarúgó-bajnokság az osztrák labdarúgó-bajnokság legmagasabb osztályának kilencvenkettedik alkalommal megrendezett bajnoki éve volt.
A pontvadászat 10 csapat részvételével zajlott. A bajnokságot az Austria Wien csapata nyerte.

## A bajnokság végeredménye
| #  | Csapat                    | M  | Gy | D  | V  | RG | KG | P  |
| -- | ------------------------- | -- | -- | -- | -- | -- | -- | -- |
| 1  | FK Austria Wien           | 36 | 21 | 7  | 8  | 59 | 28 | 70 |
| 2  | Grazer AK                 | 36 | 15 | 12 | 9  | 56 | 39 | 57 |
| 3  | SV Austria Salzburg       | 36 | 15 | 11 | 10 | 51 | 46 | 56 |
| 4  | SK Rapid Wien             | 36 | 13 | 12 | 11 | 40 | 38 | 51 |
| 5  | ASKÖ Pasching             | 36 | 13 | 10 | 13 | 41 | 37 | 49 |
| 6  | SK Sturm Graz             | 36 | 14 | 5  | 17 | 50 | 62 | 47 |
| 7  | VfB Admira Wacker Mödling | 36 | 11 | 11 | 14 | 36 | 46 | 44 |
| 8  | FC Kärnten                | 36 | 11 | 8  | 17 | 45 | 57 | 41 |
| 9  | SC Schwarz-Weiß Bregenz   | 36 | 9  | 12 | 15 | 48 | 58 | 39 |
| 10 | SV Ried                   | 36 | 10 | 8  | 18 | 41 | 56 | 38 |

- Az Austria Wien a 2002-2003-as szezon bajnoka.
- Az Austria Wien és a Grazer AK részt vett a 2003–04-es UEFA-bajnokok ligájában.
- Az Austria Salzburg és az FC Kärnten részt vett a 2003–04-es UEFA-kupában.
- Az SV Ried kiesett a másodosztályba (Erste Liga).